# Ritsuta Noda
Ritsuta Noda (in giapponese 野田律) (1891 – 1948) è stato un politico e sindacalista giapponese del Hyōgikai.

## Biografia
Noda nacque in un piccolo villaggio nella Prefettura di Okayama nel 1891. Dopo aver completato gli studi della scuola primaria e iniziò a lavorare all'età di dodici anni. Nel 1904 si trasferì a Osaka, dove incominciò l'apprendistato presso una compagnia elettrica. Lavorò poi come vigile del fuoco e si arruolò nell'esercito, ma venne congedato per motivi di salute. In seguito
Noda lavorò in una fonderia e fu volontario del trasporto militare durante l'Assedio di Tsingtao del 1914.
Noda fu attivo dal 1916 nei movimenti sindacali di Osaka insieme con sua moglie Kimiko.
Tra il 1919 e il 1922 organizzò vari scioperi tra i lavoratori dei cantieri navali e metallurgici della città.
Nel 1923 fondò il sindacato Osaka Workers Union e nel maggio 1925 venne eletto presidente del costituendo sindacato Hyōgikai, vicino all'ideologia comunista.
Noda venne candidato nel primo distretto di Osaka Prefecture nelle elezioni del 1928, ma non venne eletto. In seguito agli incidenti del 15 marzo venne arrestato e condannato a due anni di reclusione.